# Législature d'État de la Californie
Capitole de l'État de Californie, Sacramento
La législature de l'État de Californie (en anglais : California State Legislature) est l'organe législatif de l'État américain de Californie.

## Structure
Elle se présente sous la forme d'un parlement bicaméral composé d'une chambre haute, le Sénat de 40 élus, et d'une chambre basse, l'Assemblée de l'État de Californie de 80 élus.
La législature siège au Capitole de l'État de Californie à Sacramento, la capitale de l'État. 

## Composition
À l'exception d'une brève période de 1995 à 1996, l'Assemblée est à majorité démocrate depuis 1970 (alors que le poste de gouverneur de Californie change plusieurs fois entre démocrate et républicain). Le Sénat est à majorité démocrate sans discontinuer depuis 1970.
Après les élections du 3 novembre 2020, l'Assemblée comprend 60 démocrates, 19 républicains et 1 indépendant, cependant qu'au Sénat, les démocrates détiennent 31 sièges contre 9 aux républicains.

## Chambres

### Assemblée

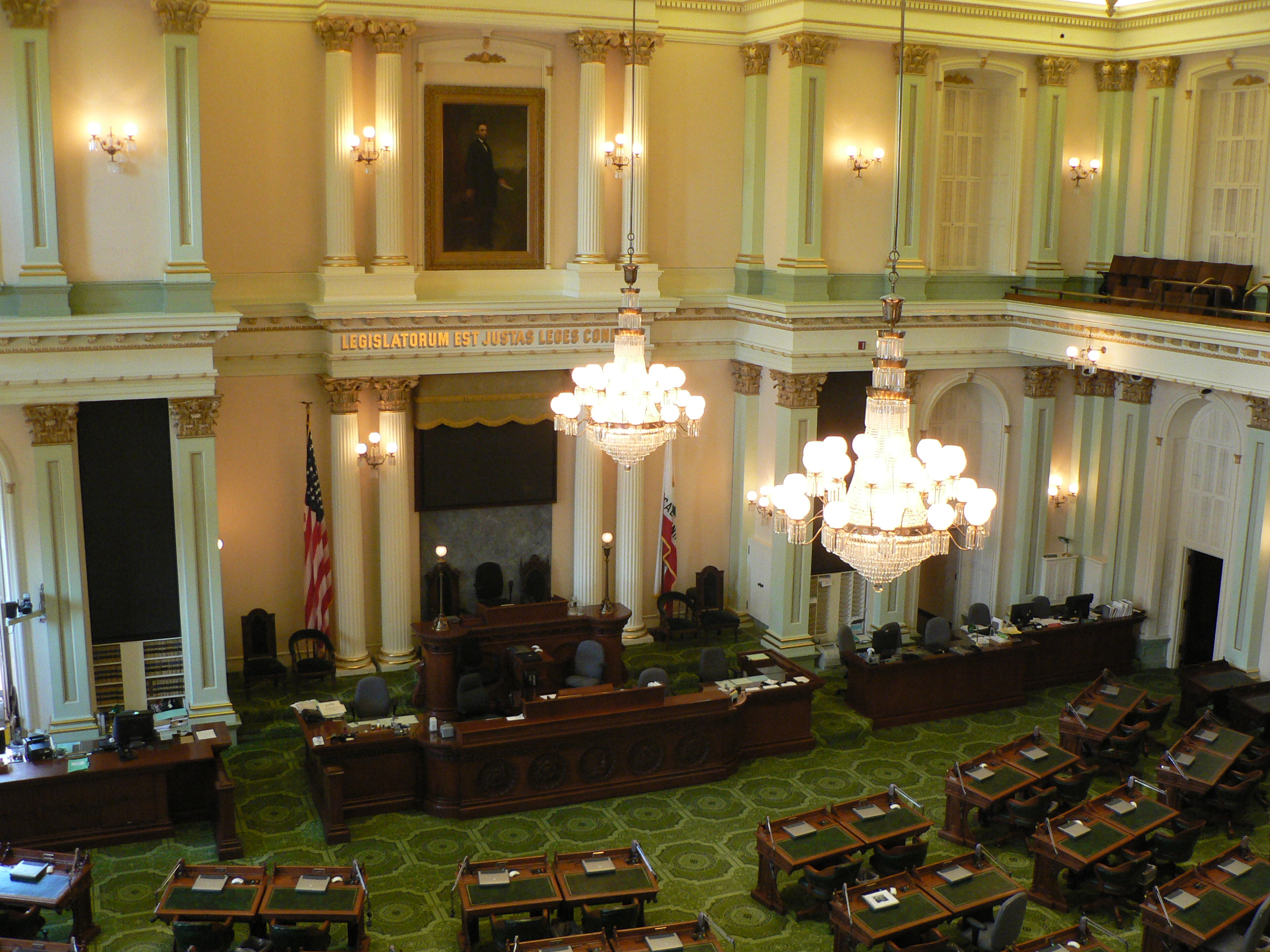
La salle où se réunit l'Assemblée.

Les 80 membres de l'Assemblée sont élus dans des circonscriptions uninominales pour un mandat de deux ans, et, depuis 2012, ils peuvent remplir six mandats au maximum. Ils composent la chambre basse de la Législature et chacun d'entre eux représente à peu près 490 000 habitants.
L'Assemblée est présidée depuis mars 2016 par Anthony Rendon.

### Sénat

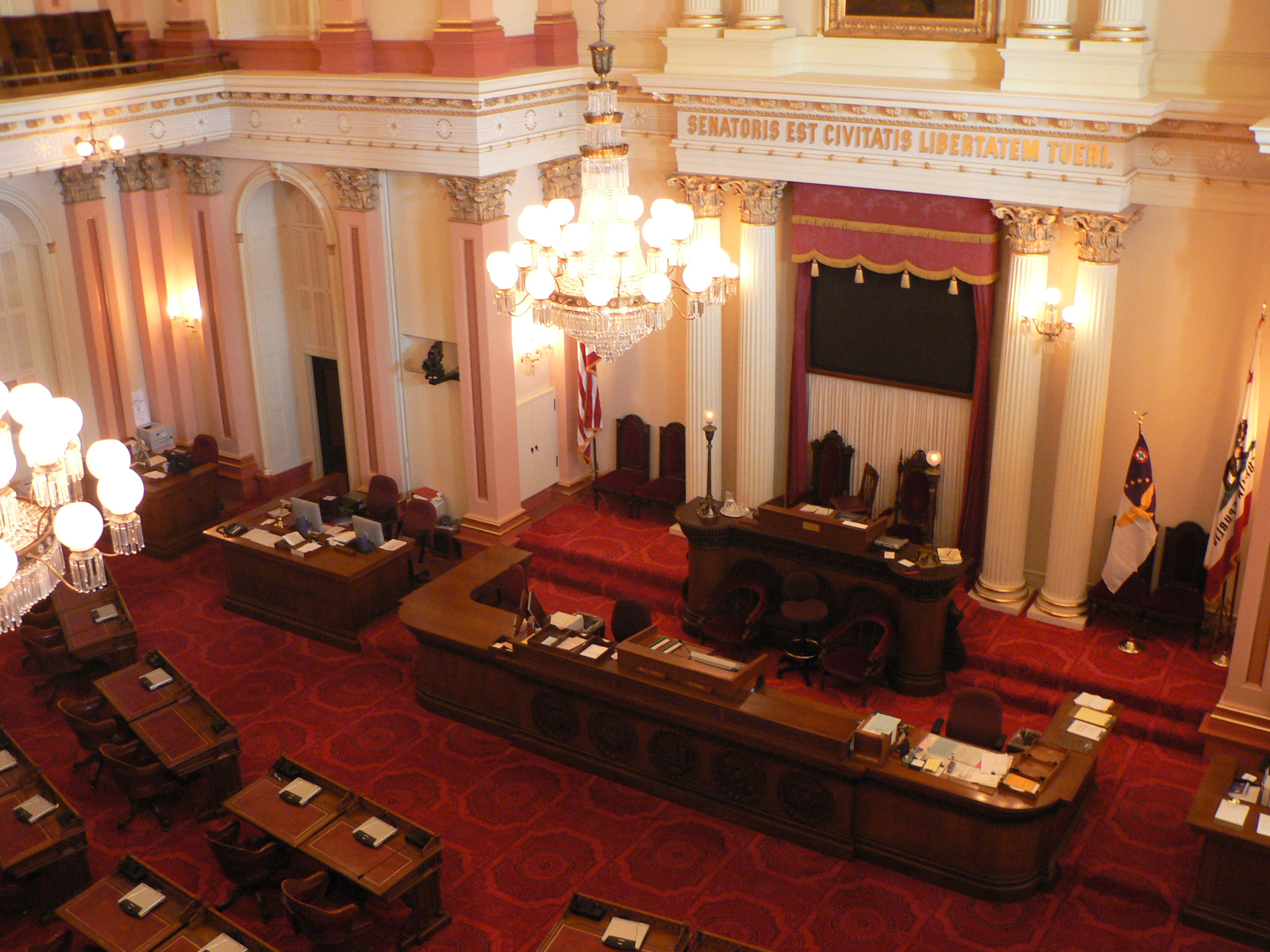
La salle où se réunit le Sénat.

Les 40 sénateurs de l'État sont eux aussi élus dans des circonscriptions uninominales, mais pour quatre ans et renouvelés par moitié tous les deux ans. Ils ne peuvent être élus que trois fois. Ils représentent chacun approximativement 980 000 habitants.
Jusqu'en 1968, la Constitution de la Californie interdisait à un comté de disposer de plus d'un sénateur. Ainsi, le comté de Los Angeles, alors peuplé de 6 millions d'habitants, était 600 fois moins représenté à la chambre haute qu'un comté comme celui d'Alpine, l'un des moins peuplés de l'État. Cette règle est abrogée par la décision Reynolds v. Sims de la Cour suprême des États-Unis, qui impose une représentation équilibrée de l'ensemble de la population.  

## Vote
Les lois doivent être approuvées par les deux chambres à majorité simple (sauf loi en urgence). Le gouverneur peut y mettre son veto. Dans ce cas, il faut un vote à la majorité des deux tiers des deux chambres pour outrepasser celui-ci.
Une des particularités de la législature californienne sur celles des autres États réside dans l'obligation de réunir une majorité des deux tiers des deux chambres pour voter une loi fiscale. 